# Leonardo (vescovo)
Leonardo (... – Anagni, 1320) è stato un vescovo cattolico italiano.
Fu canonico della Cattedrale di Anagni. La sua elezione fu confermata da papa Bonifacio VIII il 3 agosto 1299.
Il vescovo Leonardo, desiderando insieme ai canonici, di provvedere meglio al servizio divino della Cattedrale, il 22 maggio 1300 nominò sacerdote stipendiato a vita il canonico Pietro Manzi da Porciano.
Morì ad Anagni nel 1320, dopo aver governato per 21 anni.